# Kumite de 100 homens
Kumite de 100 homens  (japonês: hyakunin kumite) é um teste extremo de resistência física e mental no karatê Kyokushin. Kumite é uma forma de sparring, uma das três seções principais do treinamento de karatê, e envolve combate simulado contra um oponente. O kumite de 100 homens consiste em 100 rodadas de kumite, cada uma com duração de um minuto e meio a dois minutos. Normalmente, o praticante de karatê submetido à prova terá que enfrentar adversários semelhantes ou de classificação superior, podendo enfrentar o mesmo adversário mais de uma vez no decorrer da prova (dependendo do número de adversários disponíveis para participar). Cada oponente enfrentado estará fresco e não fatigado ou ferido. Cada uma das rodadas é feita em condições de teste, onde qualquer um dos lutadores pode desferir golpes de nocaute.
O desafio foi idealizado por Masutatsu Oyama, o fundador do Kyokushin e a primeira pessoa a concluir o teste. Ele completou o kumite de 100 homens três vezes em três dias consecutivos. O segundo homem a completar o teste foi Steve Arneil em 1965. Em julho de 2004, uma mulher chamada Naomi Ali completou o kumite de 100 homens. Hoje é considerado um requisito de classificação normal passar de 20 a 40 rodadas de Kumite ao tentar graduações de Dan.

## Regras
De acordo com as regras do hyakunin-kumite, o teste é considerado aprovado se o candidato resistir a todas as cem lutas sem descanso e ao mesmo tempo vencer pelo menos metade delas. As lutas são realizadas em contato total. Antes de 1967, o hyakunin kumite tinha a duração de dois dias. Em 1967, tornou-se pré-requisito realizar todas as batalhas no mesmo dia.

## Lista dos concluintes
Esta seção traz a lista de todas as pessoas que completaram o desafio:
1. Masutatsu Oyama[2]
2. Steve Arneil (21 de Maio de 1965)
3. Tadashi Nakamura (15 de Outubro de 1965)
4. Shigeru Oyama (17 de Setembro de 1966) (120 no total)
5. Loek Hollander (5 de Agosto de 1967)
6. John Jarvis (1967)
7. Howard Collins (1 de Dezembro de 1972)
8. Miyuki Miura (13 de Abril de 1973)
9. Shokei Matsui (18 de Abril de 1986)[3]
10. Ademir da Costa (25 de Abril de 1987)
11. Keiji Sampei (24 de Fevereiro de 1990)
12. Akira Masuda (19 de Maio de 1991)
13. Kenji Yamaki (22 de Março de 1995)
14. Marius Schoeman (23 de Março de 1996)
15. Francisco Filho (22 de Março de 1999)[4]
16. Hajime Kazumi (13 de Março de 1999)
17. Pedro Luis Beltrán (17 de Maio de 2001) (única pessoa que realizou a prova aos 50 anos)
18. Klaus Rex (12 de Dezembro de 2002)
19. Naomi Ali (4 de Julho de 2004)[1]
20. Víctor Flores (8 de Dezembro de 2004)
21. Juan Manuel Gallego (21 de Janeiro de 2006)
22. César Rufo Silvestre (3 de Dezembro de 2006)
23. Arthur Hovhannisyan (29 de Março de 2009)[5][6]
24. Judd Reid[7] (22 de Outubro de 2011)[8][9]
25. Tariel Nikoleishvili (26 de Abril de 2014)[10][11]
26. Abdullah Tarsha (02 de Junho de 2016)[12]
27. Takuma Kouketsu (26 de Novembro de 2017)
28. Daniel Sanchez (10 de Março de 2018)[13][14]
29. Junior Robert McInnes (28 de Maio de 2018)[15][16][17]
30. Cem Senol (22 de Fevereiro de 2020) [18]